# Pa (Maori)
Pour les articles homonymes, voir PA.

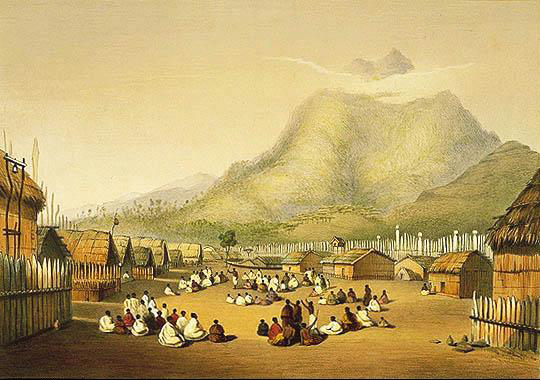
La pa de Te Wherowhero, premier roi Maori (1857-1860). Situé dans le Waikato, on peut observer le mont Taupiri au loin

Une pa (en maori pā) est un village maori fortifié, datant généralement du XIXe siècle ou avant. Dans la société maorie, une grande, forte pa représentait le mana d'un iwi (tribu), personnifié dans le chef, ou rangatira.
Le même terme sert à désigner les fortifications rencontrées sur certaines îles de Polynésie française, en particulier à Rapa.

## Panéozélandais

### Description
Presque toutes les pa étaient situées dans des lieux sûrs et fertiles, presque toujours sur des terres un peu plus hautes que ses environs ; cette colline ou collines étaient alors changées en terrasses. Dans la région d'Auckland on utilisait les cônes de volcans dormants. Quoique construites pour la défense des Maori, beaucoup de pa étaient également résidentielles, et souvent assez grandes.

### Histoire
Les pa jouèrent un grand rôle dans les guerres maories du XIXe siècle, mais elles sont également connues pour leur rôle dans l'histoire maori plus ancienne. Elles n'existaient presque pas il y a environ 500 années, suggérant un manque de ressources dû au surpeuplement. Ce surpeuplement déclenchera des guerres entre les iwi, démarrant ainsi une période de construction de pa,.

### Fortification

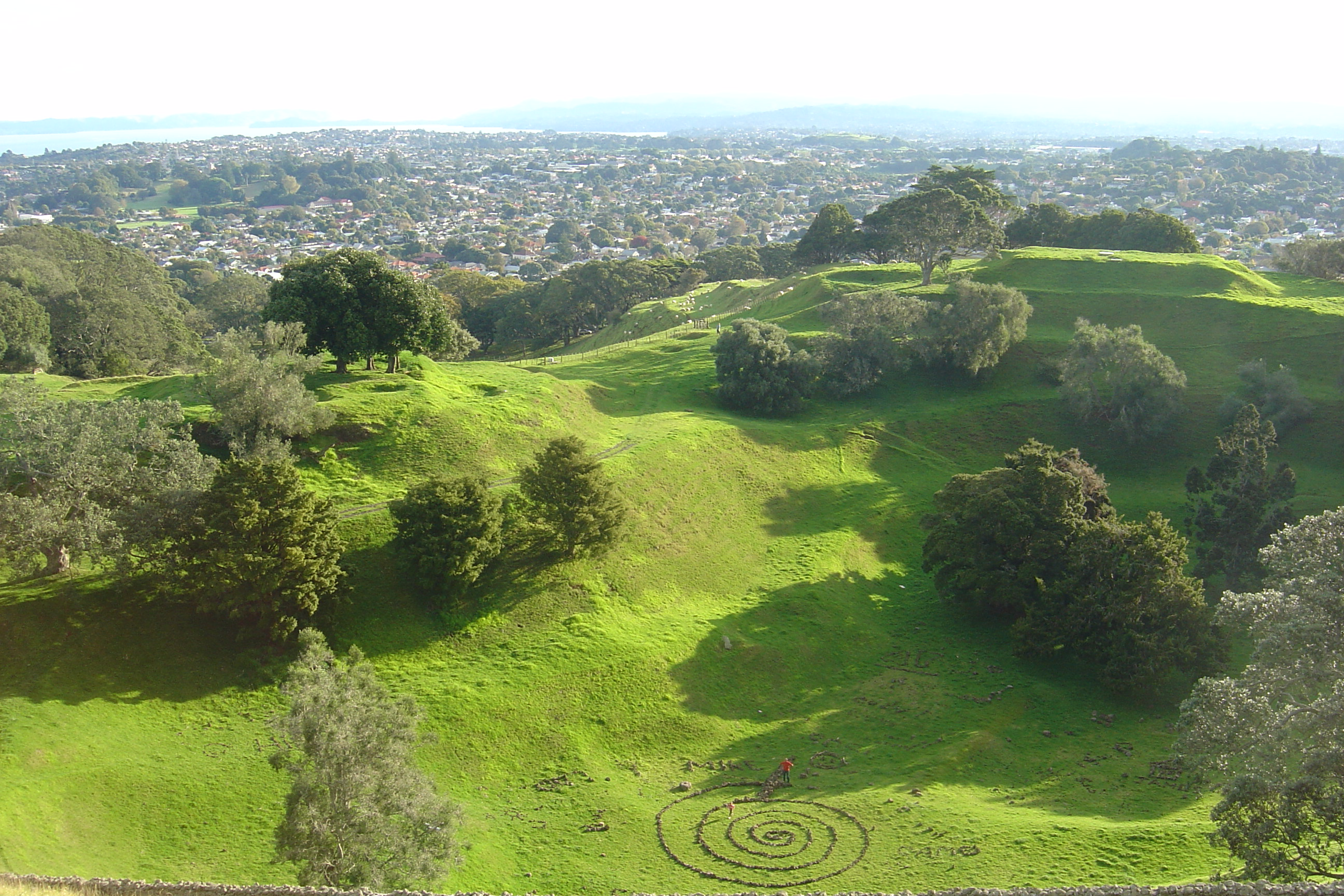
Vue partielle de One Tree Hill

Les principales défenses furent les remparts de terre (ou les collines à terrasses), surmontés de piquets ou barrières en osier. Les pa les plus récentes furent construites par des Maori luttant avec des mousquets et des armes traditionnelles (taiaha, mere (en) et lance), contre des soldats britanniques et agents de police armés d'épées, armes à feu, howitzers et artilleries.
Les pa furent souvent construites très vite, parfois en moins de deux jours, et pouvaient résister aux attaques pour longtemps, parfois des semaines. Les historiens militaires tels que John Keegan ont noté que la reconnaissance des Maori de la haute résistance des fortifications de terre contre les armes modernes (particulièrement l'artillerie), précède l'usage de tranchées et remparts en terre battue de la Première Guerre mondiale. Certains des plus grandes pa avaient des tranchées de communication et d'autres liant les différentes sections.
Un facteur limitant l'usage des fortifications maori était le besoin de sortir souvent cultiver ou cueillir des aliments. Les pa furent donc souvent abandonnées de 4 à 6 mois chaque année.

### Autre
La pa de One Tree Hill est considérée comme étant l'une des plus grandes fortifications en terre de l'histoire.

## Pades îles Australes

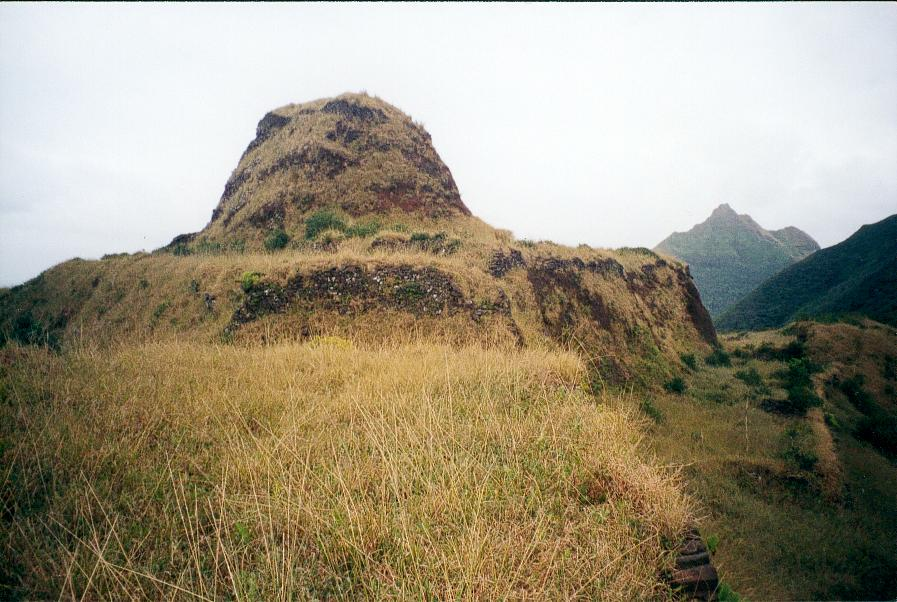
Pa sur l'île de Rapa, sur le sentier reliant Ahurei à la baie de Hiri.

En 1791, année de la découverte de Rapa par le navigateur anglais George Vancouver, les habitants de l'île, dont le nombre est estimé à 1 500 ou 2 000, étaient divisés en quatorze clans souvent en guerre entre eux. Chaque clan habitait une vallée de l'île, les limites de son territoire étant constituées par les lignes de crête séparant sa vallée des vallées voisines.
En témoignent aujourd'hui les vestiges de pa ou pare, plates-formes de supports de villages fortifiés, rencontrés le plus souvent à l'intersection de lignes de crêtes ; ces plates-formes ont nécessité d'importants travaux de terrassement, incluant construction de murs de soutènement en pierre sèche et de fossés défensifs.